# Zatoka Gelendżycka
Zatoka Gelendżycka (ros. Геленджикская бухта) – zatoka na północno-wschodnim wybrzeżu Morza Czarnego, w Kraju Krasnodarskim Rosji. Nazwa pochodzi od miasta Gelendżyk leżącego nad zatoką.
Zatoka ograniczona jest dwoma przylądkami: Tołstym (wysokim i skalistym) oraz Tonkim (nizinnym i piaszczystym), znajdującymi się w odległości 1,5 km od siebie. Zatoka ma około 4 km długości i 3 km szerokości, linia brzegowa liczy około 12 km, z tego 8 km to plaże.
Zatoka łączy się z morzem wąskim i płytkim przesmykiem. Od strony lądu znajduje się Grzbiet Markotchski.